# Narco-Staat
Der Begriff Narco-Staat (von Spanisch narcotráfico: Drogenhandel) ist ein umstrittener Neologismus, der ein Land bezeichnet, dessen politische Institutionen in illegalen Drogenhandel verstrickt oder an diesem aktiv beteiligt sind und damit die Voraussetzungen dafür schaffen, dass der Drogenhandel sich zu einem wesentlichen Wirtschaftsfaktor des Landes entwickelt. Dabei sind Mitglieder und Beamte der Regierung ein Teil des Netzwerkes des Drogenhandels und können durch ihre rechtlichen Befugnisse geschützt sein.
Die Verwendung des Begriffs begann in den späten 1980er Jahren, als man die inneren Konflikte und politischen Unruhen in den Kokain-Produzentenländern Peru, Kolumbien und Bolivien untersuchte und beschrieb. Heutzutage betreibt Kolumbien eine restriktivere Drogenpolitik.
Nach Ansicht des Geowissenschaftlers Pierre-Arnaud Chouvy vom Centre national de la recherche scientifique ist der Begriff „Narco-Staat“ eine unbrauchbare Vereinfachung, die den komplexen gesellschaftlichen und wirtschaftlichen Umständen der einzelnen Staaten nicht gerecht wird.

## Beispiele
Im Jahr 2006 wurde Afghanistan vom Büro der Vereinten Nationen für Drogen- und Verbrechensbekämpfung als potenzieller „Narco-Staat“ eingeschätzt. Das Regime des syrischen Diktators Baschar al-Assad erwirtschaftet mit der Produktion und dem Schmuggel der synthetischen Droge Captagon jährlich über eine Milliarde US-Dollar. Dies entspricht einem großen Teil des offiziellen Staatshaushaltes von 2021.
Der US-amerikanische Sicherheitsforscher Paul Rexton Kan vom United States Army War College stufte im Jahr 2016 folgende Staaten als „Narco-Staaten“ ein:
| Land            | Drogen                                             | Art            | Zustand         |
| --------------- | -------------------------------------------------- | -------------- | --------------- |
| Afghanistan     | Opium, Heroin, Haschisch                           | Produzent      | fortgeschritten |
| Bahamas         | Marihuana, Kokain                                  | Umschlagsplatz | beginnend       |
| Belize          | Marihuana, Kokain                                  | Umschlagsplatz | ernst           |
| Bolivien        | Kokain                                             | Produzent      | kritisch        |
| Ecuador         | Kokain                                             | Umschlagsplatz | in Entwicklung  |
| El Salvador     | Kokain, Heroin                                     | Umschlagsplatz | ernst           |
| Guatemala       | Kokain, Heroin                                     | Umschlagsplatz | kritisch        |
| Guinea          | Kokain                                             | Umschlagsplatz | kritisch        |
| Guinea-Bissau   | Kokain                                             | Umschlagsplatz | fortgeschritten |
| Haiti           | Kokain, Heroin                                     | Umschlagsplatz | ernst           |
| Honduras        | Kokain, Heroin                                     | Umschlagsplatz | kritisch        |
| Iran            | Heroin, Haschisch                                  | Umschlagsplatz | beginnend       |
| Jamaika         | Marihuana, Kokain                                  | beides         | ernst           |
| Kambodscha      | Opium, Heroin, Methamphetamin                      | beides         | ernst           |
| Kolumbien       | Kokain, Heroin, Marihuana                          | Produzent      | kritisch        |
| Laos            | Opium, Heroin, Methamphetamin                      | beides         | ernst           |
| Libanon         | Marihuana, Heroin, Kokain, amphetaminartige Drogen | beides         | in Entwicklung  |
| Mali            | Marihuana, Kokain, Heroin                          | beides         | ernst           |
| Mexiko          | Marihuana, Kokain, Heroin, amphetaminartige Drogen | beides         | ernst           |
| Myanmar         | Opium, Heroin, Methamphetamin                      | Produzent      | fortgeschritten |
| Nigeria         | Kokain, Heroin                                     | Umschlagsplatz | ernst           |
| Nordkorea       | Heroin, Metamphetamin                              | Produzent      | fortgeschritten |
| Pakistan        | Opium, Heroin                                      | Umschlagsplatz | ernst           |
| Panama          | Kokain, Heroin                                     | Umschlagsplatz | beginnend       |
| Papua-Neuguinea | Marihuana                                          | Produzent      | beginnend       |
| Peru            | Kokain                                             | Produzent      | kritisch        |
| Senegal         | Kokain, Heroin                                     | Umschlagsplatz | in Entwicklung  |
| Tadschikistan   | Heroin                                             | Umschlagsplatz | kritisch        |
| Thailand        | Heroin, amphetaminartige Drogen                    | Umschlagsplatz | in Entwicklung  |
| Usbekistan      | Opium, Heroin, Marihuana, Haschisch                | Umschlagsplatz | ernst           |
| Vietnam         | Heroin, amphetaminartige Drogen                    | Umschlagsplatz | in Entwicklung  |